# 井上慎一朗
井上 慎一朗（いのうえ しんいちろう、1994年12月21日 - ）は、日本の男子バレーボール選手である。

## 来歴
香川県高松市出身。友達に誘われて小学4年生からバレーボールを始める。
高松工芸高等学校、中央大学を経て、2016年、V・プレミアリーグ（当時のVリーグ1部リーグ）に所属するJTサンダーズ（現・JTサンダーズ広島）の内定選手となった。
2017年、大学卒業後に、JTサンダーズに入団した。入団1シーズン目の2017/18 V・プレミアリーグで試合に出場しVリーグデビューを果たす。

## 所属チーム
- 高松工芸高等学校（2010-2013年）
- 中央大学（2013-2017年）
- JTサンダーズ広島/広島サンダーズ（2017年-）